# Арнуль д’Одрегем
Арнуль д’Одрегем (фр. Arnoul d’Audrehem; ок. 1307 — декабрь 1370) — французский военный деятель, маршал Франции (1352—1368).
Из мелкопоместной дворянской семьи округа Сен-Омер, сын рыцаря Бодуэна д’Одрегема.
Дата рождения (ок. 1307) установлена на основании того, что он в 1368 г. сложил звание маршала в связи с преклонным возрастом. Однако ему в то время могло быть и гораздо меньше 60 лет.
Впервые появился при королевском дворе в 1333 г.
В 1335 и 1341 годах командовал отрядами, посланными на помощь королю Шотландии Дэвиду II Брюсу в его войне с англичанами.
В 1342 г. руководил обороной Плоермеля, но был вынужден оставить город.
В 1343 г. назначен королевским капитаном Бретани.
20 августа 1346 г. в составе армии под командованием Жана герцога Нормандского (будущего короля Жана II Доброго) принимал участие в осаде Эгийона. Затем отправился на защиту Кале, и 4 августа 1347 г. после падения города попал в плен.
В 1350 г. назначен королевским капитаном Ангулема. Снова попал в плен к англичанам во время сражения у Шапель-Сен-Жорж 8 апреля 1351 г.
В 1351 г. получил от Филиппа VI ежегодную ренту в размере 700 ливров, из них 500 ливров в том же году заменены на сеньорию Вассиньи (Wassigni), которая в следующем году снова заменена на деньги.
С 6 марта 1352 г. наместник Пуату, Сентонжа, Лимузена, Ангумуа, Перигора, а также земель между Луарой и Дордонью. В том же году сменил Ги II де Неля в должности маршала Франции. 
Со 2 августа 1353 г.наместник Нормандии. С 1 января 1355 г. наместник в Пикардии, Артуа и Булонне. В октябре 1355 г. захватил крепость Ландаль. 
10 апреля 1354 г. посвятил Бертрана Дюгеклена в рыцари после того, как был им спасён от засады, устроенной сэром Хью Колверли (Hugh Calverly).
21 апреля 1355 г. король установил ему содержание (пансион) в размере тысячи турских ливров.
16 апреля 1356 г. участвовал в аресте в Руане короля Наварры Карла II Злого и других предполагаемых заговорщиков — графа Жана V д’Аркура и Жоффруа д’Аркура, виконта де Сен-Совера. Принимал участие во взятии Эвре и Бретейля у сторонников Карла II Злого.
19 сентября 1356 г. в битве при Пуатье вместе со вторым маршалом Жаном де Клермоном командовал передовым отрядом в 300 рыцарей, был тяжело ранен и попал в плен. За него назначили огромный выкуп, который так до конца и не был выплачен. Во время нахождения в английском плену обязанности маршала временно исполнял его племянник - Жан де Нёвилль.
Вернулся из Англии временно - в начале июля 1358 г., потом - в марте 1359 г., окончательно - в 1360 г. после мира в Бретиньи. Назначен членом королевского совета с уплатой 4 тысяч золотых флоринов, в 1361 г. королевским капитаном и наместником Лангедока. Сражался против отрядов рутьеров. Способствовал тому, чтобы их принял на свою службу Энрике II Трастамара (1365), после чего они покинули пределы Франции, получив от папы римского отпущение грехов и 200 тысяч франков.
В 1366-1367 гг. один из командиров армии Дюгеклена в испанской экспедиции, целью которой было оказание помощи Энрике II Трастамару в борьбе за трон Кастилии против Педро I Жестокого. С отрядом в 1000 человек в марте 1367 г. в бою при Ариньесе помог кастильцам разгромить отряд сэра Уильяма Фелтона. После коронации Энрике II Трастамара получил от него сеньорию Сервиан.
В битве при Нахере 1367 г. вместе с Дюгекленом попал в плен к Эдуарду Чёрному Принцу. Обвинен в том, что взял в руки оружие, еще не выплатив выкупа после Пуатье. Сказал, что воевал не против Англии, а против Педро Жестокого, и был оправдан рыцарским судом.
Освобождён с условием уплаты выкупа в феврале 1368 г. В том же году освобожден от должности маршала Франции в связи с преклонным возрастом и был назначен носителем орифламмы с пенсией в 2000 ливров.
Умер в конце 1370 г. По приказу короля похоронен в Париже в монастыре целестинцев.
Арнуль д’Одрегем с 1348/51 был женат на Жанне (Jeanne de Hamelincourt), дочери Гарнье де Амленкура, вдове Жана де Валенкура. Детей у них не было. Его владения получила в пожизненное владение вдова (согласно договору от 1351 г.), а после её смерти унаследовал племянник маршала - Жан де Нёвилль (Jean de Neuville).